# 헤라클레스
헤라클레스(그리스어: Ήρακλης)는 그리스 신화에 나오는 영웅이다. 로마 신화에서는 헤르쿨레스(라틴어: Hercules)라고 부른다. 헤라클레스라는 이름의 뜻은 헤라의 영광으로, 어원학적으로는 여신 헤라의 이름인 Ήρα와 명예라는 뜻의 κλης(클레오스) 낱말의 합성어이다. 도리스 족의 시조신이자 신성한 영웅으로, 제우스와 알크메네의 아들이자 암피트리온의 양자이며 페르세우스의 후손이다. 그리스의 가장 위대한 영웅으로 칭송 받으며, 사내다움의 모범, 헤라클레스 가의 시조로 알려져 있다.
막강한 힘과 용기, 재치, 냉정함과 활달함 그리고 성적인 매력이 전형적인 특징이다. 헤라클레스는 비록 오디세우스나 네스토르처럼 지혜롭진 않았지만, 문제를 해결하는 데 용맹함만으로 충분하지 않을 경우에는 기지와 지혜를 발휘하여 위기를 넘기기도 했다. 헤르메스와 함께 고대 그리스의 김나시온, 팔라에스트라의 수호자였다. 몽둥이를 들고 사자 가죽을 쓴 모습으로 묘사된다.

## 생애

### 탄생과정

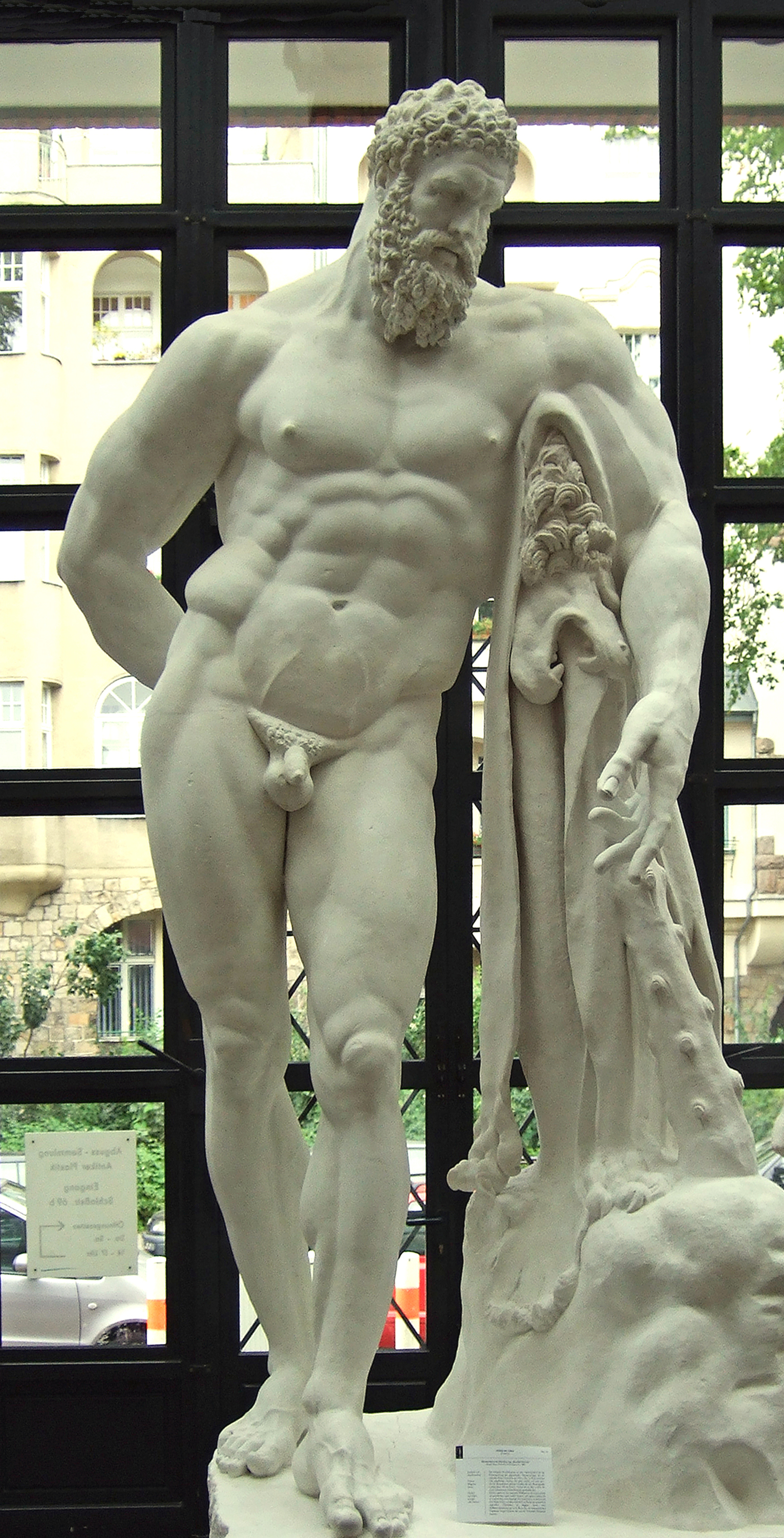
헤라클레스 파르네제

신화에 의하면 헤라클레스는 제우스와 미케네의 왕 엘렉트리온의 딸 알크메네의 아들로 전한다. 그의 실존 여부는 불명확하나, 기원전 1400년경 미케네 왕국에는 후일 헤라클레스의 모델이 된 반전설적인 실존 인물이 존재하였다.
신화속의 헤라클레스의 탄생에 관한 이야기는 이미 호메로스의 《일리아스》 (V 392; XIX 98-99)에 짧고 모호하게 기록되어 있다. 그러나 이야기의 숨겨진 배경은 헤시오도스나 핀다로스의 시에서 어느 정도 짐작할 수 있으며, 후에 다른 문학가들에 의해서 상세히 다루어졌다. 오늘날 일반적으로 알려져 있는 헤라클레스의 탄생 설화는 다음과 같다.
헤라클레스는 제우스가 이미 결혼한 여인인 알크메네와 동침하여 얻은 아들이다. 알크메네의 남편 암피트리온이 전쟁에 참가하여 집을 비운 틈을 타서 제우스는 암피트리온의 모습으로 변신하여 마치 전쟁에서 귀향하는 것인양 알크메네를 속였다. 이날 밤 제우스는 밤의 길이를 늘려 보통의 밤 보다 3배나 긴 밤을 알크메네와 보냈고, 알크메네는 암피트리온으로 변신한 제우스로부터 수태하게 되었다. 진짜 남편 암피트리온이 전쟁터에서 귀향하여 알크메네와 잠자리를 같이 하자 쌍둥이, 다시 말해 제우스와 그리고 암피트리온으로부터 각각 헤라클레스와 이피클레스, 두 아들을 수태하게 되는데, 처음에는 이 둘을 구별할 수가 없었다.
암피트리온이 귀환했을 때 알크메네는 남편을 전혀 반기지 않았다고 한다. 아내의 간통을 의심한 암피트리온은 알크메네를 화형에 처하려 했고, 제우스는 비를 내려 알크메네의 목숨을 구하였다고 한다. 후에 암피트리온이 테베의 예언제 테이레시아스를 찾아가서 문의하자 테이레시아스는 제우스가 암피트리온의 형상으로 변신하여 3일 밤을 알크메네와 보내고 갔음을 계시하였다.
헤라클레스가 태어난 날에 제우스가 신들에게 ‘오늘 처음 태어나는 페르세우스의 자손이 그리스의 지배자가 될 것이다’라 선언하자 남편 제우스와 다른 여자 사이에 태어난 헤라클레스를 질투한 헤라는 수태된 지 7개월의 에우리스테우스를 앞서 태어나게 하여 헤라클레스가 그를 섬기도록 하였다. 알크메네가 출산할 때 알크메네는 테베 출신 하녀 갈란티아스의 도움으로 출산하였다. 헤라클레스의 탄생을 도운 공로로 헤라클레스는 갈란티아스의 사당을 마련했고, 사후 헤라클레스의 제사를 지내기 전에는 갈란티아스에게 먼저 작은 제물을 바치기도 한다.

### 유년기
후대의 전승에 의하면 헤라는 헤라클레스의 출산을 방해하기 위해 출산의 여신인 에일레이테이아와 아르테미스를 보내 알크메네의 순산을 방해하였다 한다. 알크메네는 일주일 넘게 산통은 지속되었으나 출산할 수 없었고, 사경을 헤맸다. 사경을 헤메는 주인을 구하려고 하녀 갈란티아스는 족제비를 풀어서 에일레이테이아와 아르테미스를 놀라게 하였고, 분노한 에일레이테이아와 아르테미스는 갈란티아스를 죽이려 하였다가, 족제비로 모습을 둔갑시켰다고 한다.
다른 전승에 의하면 헤라의 박해를 피해 알크메네는 헤라클레스의 본이름 대신 선조 알카이오스의 이름을 따서 알카이데스라 부르기도 했다고 한다.
헤라클레스가 태어난 후 제우스는 그에게 불사의 생명을 얻게 하기 위해 잠이 든 헤라의 젖을 물리는데 젖을 빠는 힘에 헤라가 놀라 아기를 뿌리치면서 흘러나온 젖이 은하수(Milky Way)가 되었다 한다. 헤라는 헤라클레스를 죽이기 위해 생후 8개월 때 요람에 두 마리의 독사를 헤라클레스 에게 보냈는데, 이때 이피클레스는 뱀을 무서워하여 소리를 질렀지만 헤라클레스는 전혀 무서워하지 않고 뱀을 손으로 목 졸라 죽였다. 이피클레스의 비명을 듣고 달려온 암피트리온 내외는 이 사건으로 이피클레스와 헤라클레스가 각각 누구의 아들인지 구분할 수 있었다.

### 헤라클레스의 선택

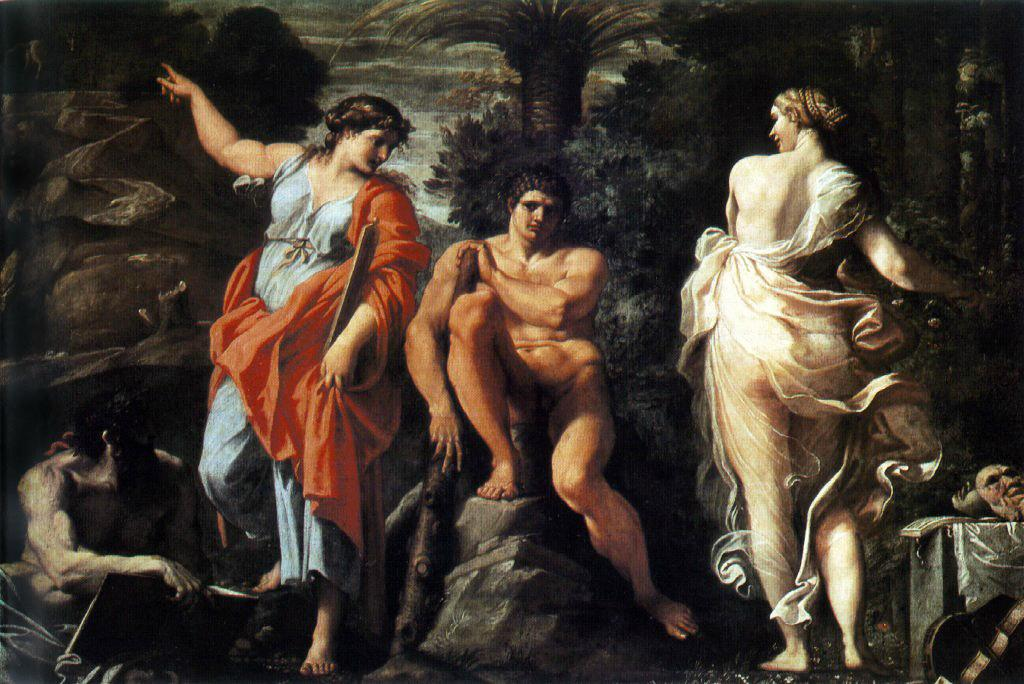
헤라클레스의 선택
안니발 카라치, 1596년

헤라클레스는 켄타우로스 현자 케이론을 비롯한 여러 스승으로부터 교육을 받았다. 음악가 오르페우스의 형제인 리누스로부터 음악 수업을 받던 중 잘못을 지적 받아 화가 나 리라로 그를 때려 죽이게 되자 암피트리온이 키타이론 산에서 양을 치게 하였다. 18세가 되던 해, 아름다운 님프 둘의 방문을 받게 되는데 그들은 헤라클레스의 인생 목적을 자신들의 이름 가운데서 선택하라 하였다. 그들의 이름은 쾌락과 미덕이었는데 쾌락을 선택하면 언제나 즐겁고 안락한 삶을 얻고, 미덕을 선택하면 숱한 고난을 겪지만 후에는 불멸의 삶을 누리는 길이었다. 헤라클레스는 고심 끝에 미덕을 택하였다.

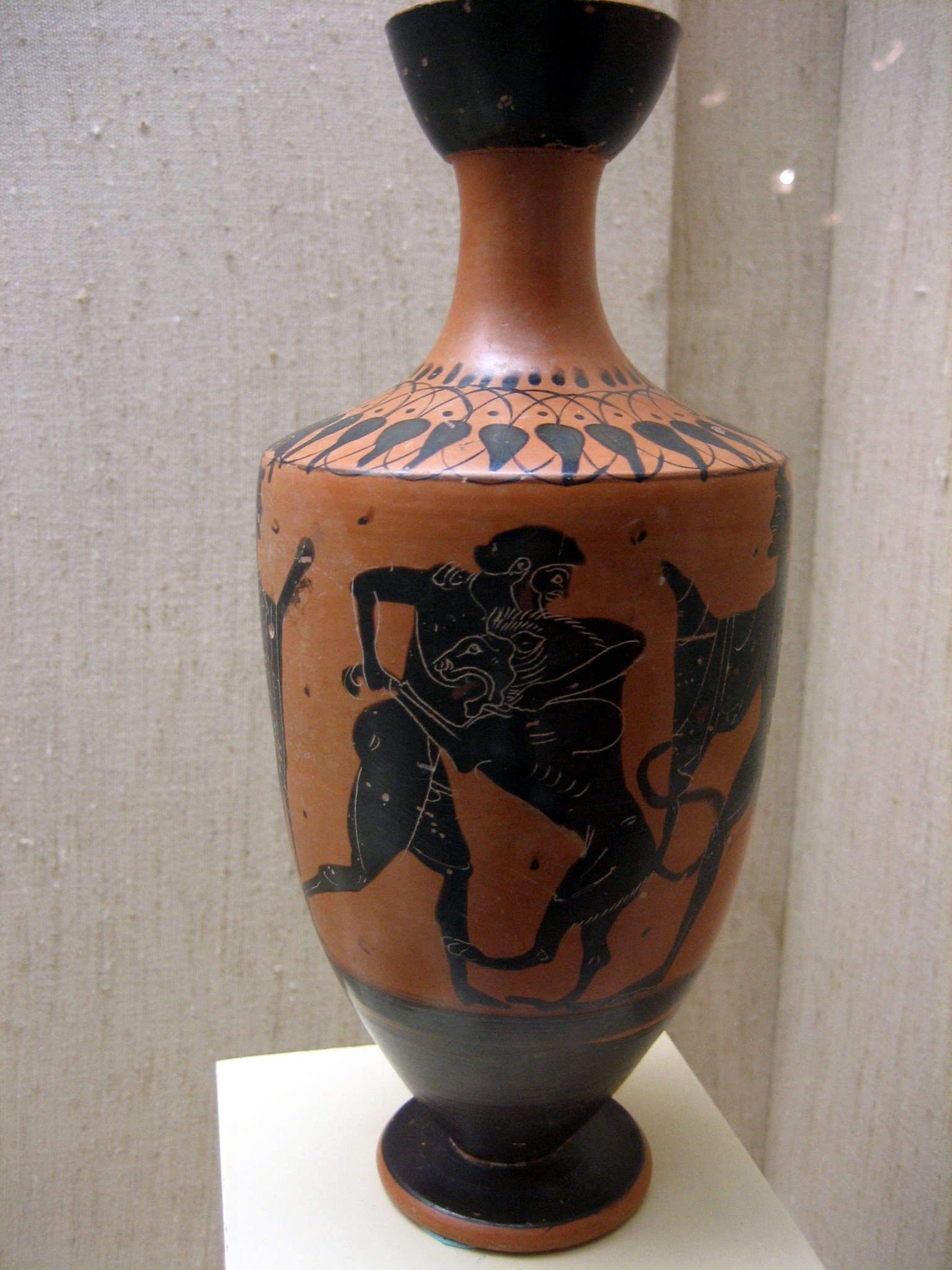
헤라클레스와 사자
기원전 500년경

얼마 후 헤라클레스는 테스피아이의 왕 테스피오스의 부탁으로 사자를 퇴치하였다. 이에 대한 보상으로 테스피오스는 딸 50명을 임신시키도록 제안하였고 헤라클레스는 이것을 하룻밤 동안에 끝냈다. 테베로 돌아가던 헤라클레스는 키타이론 산에서 이웃 나라의 사신으로부터 테베가 매년 에르기노스 왕에게 조공으로 소 100마리를 바치는 것을 알았는데, 사신의 무례한 언행에 불같이 화가 나 귀와 코, 손을 잘라 자기 나라로 돌려보냈다. 이 때문에 에르기노스 왕과 테베의 왕 크레온 사이에 전쟁이 일어났고, 헤라클레스는 아테나 여신의 도움으로 전쟁에서 싸워 테베를 승리로 이끌었다. 이것에 대한 보답으로 테베 왕 크레온은 헤라클레스를 자신의 첫째 딸 메가라와 맺어지도록 하였다. 헤라클레스와 메가라는 둘 사이에 3명의 아이를 가졌다.
그러나 헤라는 헤라클레스가 제우스의 약속대로 지배자가 된 에우리스테우스를 섬기는 것을 거부하자 술에 취한 그를 미치게 하였고, 취중에 헤라클레스는 자신의 아이들과 메가라를 적 또는 야수로 착각하고 죽이게 되었다. 이피클레스의 첫 부인과 아들들 역시 살해하였고, 이피클레스의 장남 이올라오스만이 극적으로 목숨을 구하였다. 아버지인 암피트리온까지 죽이려 하였으나 아테나 여신 또는 테세우스가 던진 돌에 의해 제지되었다고 한다. 다른 설에 의하면 암피트리온은 에르키노스와의 전쟁때 전사했다고도 한다.
정신이 돌아온 헤라클레스는 수치심을 느끼고 자살 시도를 하였으나 친족인 테세우스에 의해 만류되었다. 테세우스는 헤라클레스를 데리고 델포이로 가 정화 의식을 시키고 신앙에 귀의하게 하였다. 이후 그는 델포이의 신탁에 따라 티린스의 왕 에우리스테우스의 신하가 되어 12년 동안 그가 시키는 일을 하게 되었다. 이 신탁은 헤라가 내린 것으로, 헤라클레스는 이것을 알지 못했다. 다른 전승에는 에우리스테우스는 본래 10년간 10개의 노역을 그에게 부여해 주려고 하였으나 자신을 속였다고 여겨 2개의 노역을 더 시켰고, 이렇게 해서 헤라클레스의 12업이 완성되었다. 또한 에우리스테우스는 헤라클레스가 자신의 친족임을 알고 그의 요청을 거부하였으나, 헤라클레스가 자신은 아폴론신의 예언에 의해 죄를 씻기 위해서 과업을 완성해야 함을 강변했다 한다.

### 헤라클레스의 12업

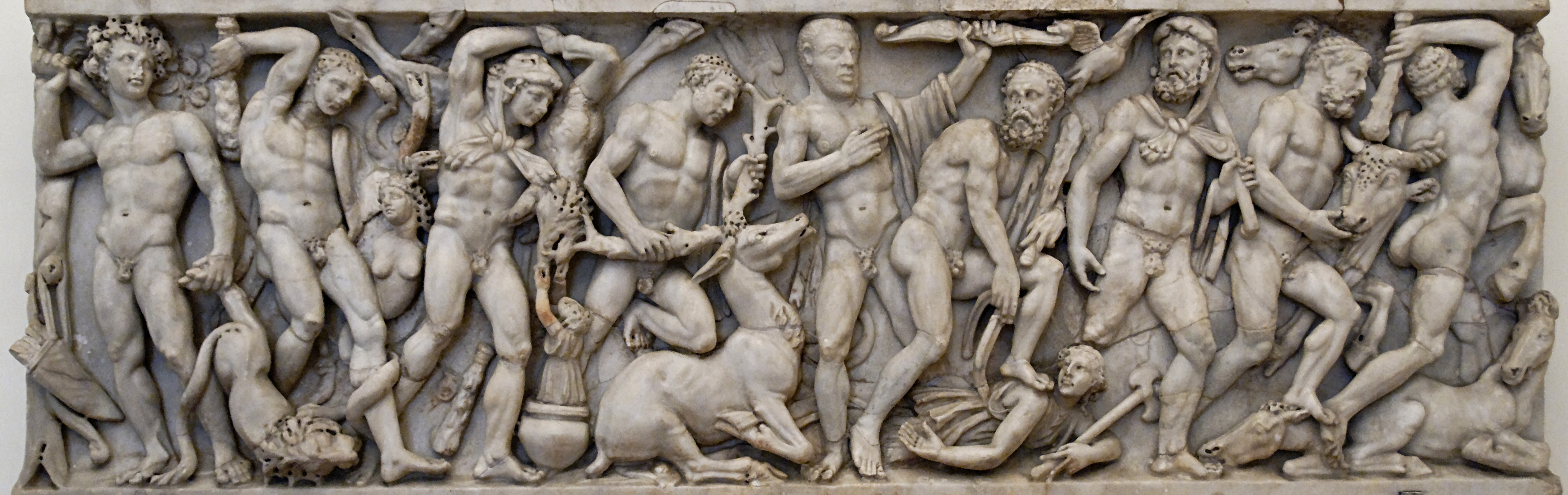
헤라클레스의 12업

헤라가 내린 광기로 자신의 아이들을 죽인 헤라클레스는 죄값을 치르기 위해 에우리스테우스 밑에서 10개의 노역을 하게 되었다. 만약 그가 성공한다면 자신의 죄를 씻고 불멸자가 될 자격이 주어졌다. 다른 설에는 10개의 노역을 모두 끝냈지만 에우리스테우스는 아이게우스의 외양간을 보상을 받고 청소한 것, 레르나의 히드라를 퇴치할 때 사촌 이올라오스의 도움을 받은 것을 들어서 2개의 노역(헤스페리데스의 황금 사과 따오기, 케르베로스 잡아오기)을 더 시킨다. 이로써 헤라클레스가 했던 노역의 개수는 12개로 늘어났다.

### 다양한 모험
에우리스테우스가 주는 12업을 마친 헤라클레스는 황금 양털을 찾는 아르고 호의 선원으로 합류하기도 하였고, 여인들을 구출하고, 트로이를 정복했으며, 신들을 도와 기간테스들과의 전쟁에 참여하기도 하였다.

#### 힐라스
황무지를 지나 드리오프스 사람들이 사는 곳에 도착한 헤라클레스는 배가 고파서 티오다마스의 황소를 잡아먹었는데, 이것을 이유로 티오다마스와 싸우게 되어 그를 죽이게 되었다. 헤라클레스는 티오다마스의 아들이었던 힐라스를 거두었다. 힐라스는 헤라클레스의 무기를 들고 다니는 짐꾼이 되어 많은 사랑을 받았다. 그들은 아르고 호의 선원이 되어 황금 양털을 찾는 여행을 하게 되었다. 미시아에서 힐라스는 그에게 반한 님프들에게 유괴를 당한다. 헤라클레스는 비탄에 빠지고 미친듯이 그를 찾았지만 힐라스는 다시는 나타나지 않았고, 아르고 호는 그들을 두고 떠났다.

#### 프로메테우스
헤시오도스의 《신통기》와 아이스킬로스의 《사슬에서 풀린 프로메테우스》에서는 헤라클레스가 프로메테우스에게 고통을 줬던 독수리를 활로 쏘아 죽였다고 전한다.
아르고 호의 모험에서 프로메테우스가 코카서스 산에 묶여서 독수리에 의해 고통받는 것을 본 헤라클레스는 후일 프로메테우스를 해방시켜주겠다고 다짐했고, 3만년 동안 묶여있던 프로메테우스를 고통에서 해방시켜 주었다. 헤라클레스는 타이탄을 고통과 속박에서 해방시켜주었고, 프로메테우스는 그 보답으로 그의 앞날을 예언해준다.

#### 이올레

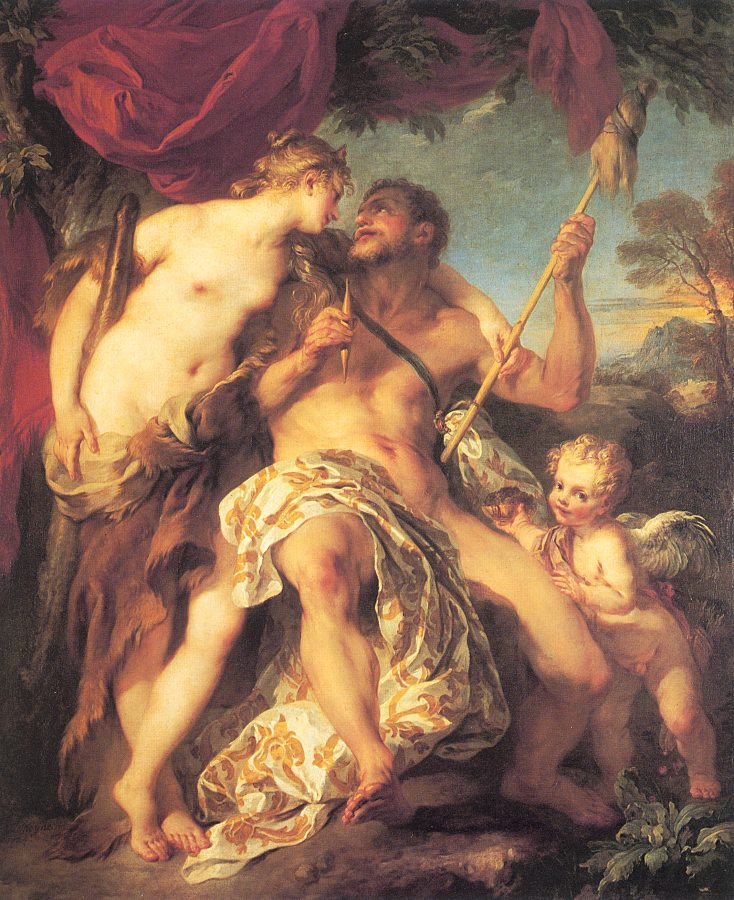
헤라클레스와 옴팔레

오이칼리아의 공주 이올레를 사랑하게 되었는데, 그녀의 아버지 에우리토스 왕은 자신의 딸을 주겠다는 조건을 걸고 양궁 대회를 열었다. 이 대회에서 헤라클레스가 이기자 에우리토스는 약속을 어기고 딸을 주지 않았다. 이때 에우리토스의 아들인 이피투스는 약속을 지켜야 한다며 헤라클레스의 편을 들었다. 이피투스에 의해 왕에게 속았음을 알고 진노한 헤라클레스는 자기 편을 든 장남 이피투스를 제외한 에우리토스와 그의 아들들을 모두 죽이고 이올레를 유괴하였다. 헤라클레스가 이올레와 결혼하는데 찬성하였던 이피투스는 그와 가장 친한 친구가 되었다. 그러나 헤라는 또 다시 헤라클레스를 미치게 하여 이피투스를 성벽 너머로 던져 죽게 하였다. 헤라클레스는 리디아의 여왕 옴팔레의 밑에서 또 다시 3년 동안의 노예 생활을 하여 자신의 죄값을 치렀다.

#### 옴팔레
12과업을 수행하기 전 그는 아폴론의 신전에서 무녀가 예언을 불친절하게 알려주자 이에 반발하여 아폴론 신전의 집기를 던지고 기둥을 파괴했다. 델포이의 무녀는 헤라클레스에게 신전에서 난동을 부린 몫의 보상을 헤르메스 신의 사제(혹은 헤르메스 신 자신이)가 수행할 것이라고 예언하였다. 12과업을 마친 헤라클레스는 헤르메스 신의 사제에 의해 납치되어 노예시장에 끌려갔고, 다른 설에는 델포이 신전에서 난동을 부린 것에 대한 속죄로 리디아의 여왕 옴팔레에게 팔려갔다 한다.
헤라클레스의 정체를 알아본 옴팔레는 그에게 여자 옷을 입고 바느질과 길쌈을 하도록 시켰다. 리디아의 여왕 옴팔레는 노예가 된 헤라클레스의 사자 가죽과 곤봉을 들고 다녔고 헤라클레스는 대신에 여자 옷을 입고 다니게 되었으며 또한 말 노릇을 하며 옴팔레 여왕을 태우고 다니기도 했다. 이 과정 중에 한번도 헤라클레스는 불쾌감을 드러내지 않았고, 헤라클레스는 여왕의 지시대로 리디아 내에 출몰하던 도적들을 모두 소탕하였다. 어느새 그와 사랑에 빠지게 된 옴팔레는 그와 결혼하여 여러명의 자식을 낳고 그를 노예로부터 해방시킨다. 헤라클레스는 옴팔레 사이에서 리도스, 알카이오스 등의 아들을 두었고, 리디아 최후의 왕 크로이소스는 헤라클레스의 후손이라 한다.

#### 에키드나
게리온의 소떼를 몰고 올 때 헤라클레스는 보리스테네스 평원에서 며칠간 묵게 되었다. 이때 하반신이 뱀인 비스트맨 여성 에키드나는 헤라클레스가 몰고 온 소떼 300마리를 숨겨두었고, 헤라클레스가 소떼를 찾자 자신과 동침하면 소를 주겠다는 조건을 제시했다. 헤라클레스는 보리스테네스에서 에키드나와 동거하였고, 세 아들을 두었다. 게리온의 소떼를 에우리스테우스에게 바치기 위해 스키타이를 떠나려 하자, 에키드나는 그에게 세 아들을 키울 것을 문의하였다.
헤라클레스는 활을 선물로 주며, 이 화살을 꺾는 아들을 지역에 남겨두고 나머지 아들은 쫓아내라고 한 뒤 스키타이를 떠나왔다. 에키드나의 세 아들이 장성하여 화살을 꺾도록 시험케 하자, 그 중 두 아들은 활을 꺾지 못하였고, 막내아들 스키테스만이 화살을 꺾었다. 에키드나는 막내 스키테스만을 남겨두고 두 아들을 쫓아버렸다. 스키테스는 후일 왕이 되어 부족의 이름을 자신의 이름을 따 스키타이족이라고 이름을 바꿨다고 한다.

#### 라오메돈
트로이 전쟁이 있기 전, 포세이돈이 바다 괴물을 보내어 트로이를 공격하였다. 이 이야기는 《일리아스》에서 언급되기도 하며, 아폴로도로스의 《비블리오테케》에서도 등장한다. 트로이의 왕 라오메돈은 자신의 딸 헤시오네를 희생시켜서 포세이돈의 노여움을 가라앉힐 계획을 세웠다. 이때 헤라클레스가 텔라몬과 오이클레스와 함께 트로이에 오게 되고, 가니메데스 유괴에 대한 보상으로 제우스에게서 받은 말을 받는다는 조건으로 괴물을 퇴치할 것을 제안한다. 라오메돈의 동의로 헤라클레스는 괴물을 죽였지만, 라오메돈은 약속을 지키지 않았다. 이것을 이유로 헤라클레스는 원정이 끝나고 지지자들과 함께 트로이를 공격하고 약탈하였다. 그들은 포다르케스를 제외한 라오메돈의 모든 아들들을 죽였다. 포다르케스는 누이 헤시오네가 헤라클레스에게 자신이 만든 황금 베일을 주면서 간청하자 살아남게 되었고, 그 이후부터 프리아모스로 이름을 바꾼다. 텔라몬은 전쟁의 보상으로 헤시오네를 얻게 되고, 결혼하여 아들 테우크로스를 갖게 되었다.

#### 아우게
헤라클레스는 고향으로 되돌아가는 도중 테오트라니라는 나라에 도착했는데, 거기서 그곳의 황녀 아우게와 사랑에 빠졌다고 한다. 아우게와 사랑을 나눈 그는 테오트라니를 떠났고 아우게는 헤라클레스의 아들 텔레포스를 낳았다.

#### 스파르타와의 싸움
헤라클레스의 사촌형이었던 오이오노스가 스파르타에서 처참한 죽음을 당하자 이에 복수심을 불태운 헤라클레스가 병사들을 이끌고 스파르타의 왕과 그의 아들들을 죽이고, 레다의 남편 틴다레오스를 옹립했다

### 재혼과 불행
12과업을 수행 중 저승에 갔을 때 만난, 혹은 꿈에서 본 동료 멜레아그로스와의 약속을 지키기 위해 그는 칼리돈으로 가 칼리돈의 왕 오이레우스의 딸 데이아네이라에게 청혼하였다. 데이아네이라에게 청혼하기 위해 경쟁자인 강의 신 아켈루스와 싸워 그의 뿔 하나를 꺾고 승리를 거두었다. 여러 난관을 거친 헤라클레스는 칼리돈의 공주 데이아네이라를 새 아내로 맞이하였다.
데이아네이라와 결혼하여 칼리돈에서 행복하게 살던 헤라클레스는 만찬에서 술에 취하여 왕의 조카를 죽이게 되었다. 오이레우스 왕은 동생을 설득하여 헤라클레스의 죄를 사면하였으나 헤라클레스는 아내 데이아네이라와 아들 힐로스를 데리고 칼리돈을 떠나 테베로 가게 되었다.

### 죽음
그러나 테베로 가기 전 켄타우로스인 네소스가 친절하게도 다가와 자기가 데이아네이라를 돕겠다고 나섰다. 혹은 네소스는 뱃사공이었다고도 한다. 그들이 강을 건너던 것을 돕던 켄타우로스 네소스가 데이아네이라를 범하려 하자 헤라클레스는 그를 레르나의 히드라의 피가 묻은 화살을 쏴 죽인다. 죽기 전 네소스는 복수를 위해 데이아네이라에게 자신의 피와 정액은 사랑의 미약이므로 받으라 하며, 헤라클레스를 다른 여자들로부터 지키고 싶다면 그것들을 그의 옷에 뿌리라 하였다. 네소스는 그의 피가 히드라의 피로 인해 오염되었고, 이것에 닿으면 치명적인 화상을 입을 수 있다는 것을 알고 있었다.
데이아네이라는 헤라클레스가 이올레를 그리워할지도 모른다고 의심이 되자 그의 젖은 상의에 네소스의 혼합물을 뿌렸다. 헤라클레스의 종 리카스는 그 상의를 헤라클레스에게 입히게 되고 헤라클레스는 피부가 타면서 뼈가 드러나는 듯한 고통을 느낀다. 비록 불사의 신체를 가졌지만, 고통을 참지 못한 헤라클레스는 나무 장작을 쌓아 스스로를 화장함으로써 고통을 끝냈다. 헤라클레스는 나무에 단을 쌓고 제우스 신의 사제들에게 자신을 산채로 화장하라고 지시했다. 그러나 제우스의 사제들이 살인이라며 주저하자 극심한 고통을 이기지 못한 그는 지나가는 여행객에게 자신을 산채로 화장하는 자에게 자신의 곤봉과 독화살을 선물로 주겠다고 하였다. 후일 트로이 전쟁에 참여하는 필록데테스의 아버지인 테베 사람 포이아스(혹은 필록데테스)가 나무단에 불을 붙여 헤라클레스를 산채로 화장시키겠다고 자원하였고, 그는 헤라클레스의 소원을 들어준 대가로 헤라클레스에게서 곤봉과 독화살을 선물로 받았다.
포이아스(혹은 필록데테스)는 단에 불을 붙였고, 헤라클레스는 산채로 화장되었다. 헤라클레스의 자살 소식을 들은 데이아네이라는 자책하여 절벽에 몸을 던졌고, 그의 여러 아들 중 힐로스가 그의 권리를 상속하였다. 헤라클레스는 힐로스에게 이올레와 결혼할 것을 유언하였고, 힐로스는 그의 예언대로 이올레와 결혼하였다.
신화에 의하면 헤라클레스는 죽은 후 제우스에 의해 육신은 하늘로 올려져 별자리가 되었고, 영혼은 올림포스로 가게 되었다. 인간의 육체가 사라져 영혼만이 남게 된 헤라클레스는 아버지 제우스에 의해 하늘로 거두어져 불멸의 삶이 주어지게 된다. 신이 된 헤라클레스는 올림포스의 온 기가스(기간테스)와 기간토마키아 전투에서 기가스들을 지휘하는 알퀴오네우스를 죽이고 기가스(기간테스)들을 모두 물리쳤다. 그리고 헤라와 화해하고 그녀의 딸인 여신 헤베와 결혼하였다. 후일 헤라클레스의 신앙이 동방으로 전파되면서 그는 페니키아의 신 메르카르토와도 동일신으로 숭배되기도 하였다. 메르카르토는 페니키아의 힘과 치료의 신이었다. 후에 트로이 전쟁이 일어났을 때, 렘노스섬에 혼자 버려진 필록크테테스가 절망과 분노로 차 있자 헤라클레스가 직접 올림포스에서 내려와 그를 설득해 그리스군에 협력하게 했다고도 한다.

## 가족관계
그의 가족으로는 양아버지 암피트리온과 친어머니 알크메네 쌍둥이 남동생 이피클레스, 자신보다 2살 어린 여동생 페리메데가 있다.

## 헤라클레스와 이어진 신화들
- 탄탈로스
- 옴팔레
- 아르고나우타이
- 아드메토스
- 네레우스
- 헤라클레스 기둥

## 같이 보기
- 암피트리온
- 알크메네
- 테세우스
- 허큘리스자리
- 데이아네이라